# Yiğit Gülmezoğlu
Yiğit Gülmezoğlu (Smirne, 28 dicembre 1995) è un pallavolista turco, schiacciatore del Fenerbahçe.

## Carriera

### Club
La carriera di Yiğit Gülmezoğlu inizia a livello giovanile nel Tevfik Fikret Lisesi, dove gioca fino al 2008, quando entra a far parte del settore giovanile dell'Arkas, club col quale debutta anche in Voleybol 1. Ligi nella stagione 2012-13, vincendo lo scudetto, risultato bissato nel campionato 2014-15, quando viene anche premiato come miglior palleggiatore.
Nella stagione 2015-16 cambia ruolo, iniziando a giocare a tempo pieno come schiacciatore e venendo insignito del premio di rising star del campionato turco. Nella stagione 2021-22 viene ingaggiato dall'Halkbank, aggiudicandosi in un biennio una BVA Cup e una Coppa di Turchia, mentre nel campionato 2023-24 si trasferisce al Fenerbahçe, sempre in Efeler Ligi.

### Nazionale
Dopo aver fatto tutta la trafila nelle selezioni giovanili turche, con cui si aggiudica il bronzo al XII Festival olimpico estivo della gioventù europea con la nazionale turca Under-19, nel 2014 debutta nella nazionale maggiore, vincendo la medaglia d'oro all'European Golden League 2019 e 2021 e l'argento all'edizione 2022. Nel 2023 conquista ancora un oro all'European Golden League.

## Palmarès

### Club
- Campionato turco: 2

2012-13, 2014-15
- Coppa di Turchia: 1

2022-23
- BVA Cup: 1

2021

### Nazionale (competizioni minori)
- European Golden League 2019
- European Golden League 2021
- European Golden League 2022
- European Golden League 2023

### Premi individuali
- 2015 - Voleybol 1. Ligi: Miglior palleggiatore
- 2016 - Voleybol 1. Ligi: Rising star